# Адельсбергер, Удо
Удо Адельсбергер (нем. Udo Adelsberger; 7 июня 1904 года, Кёнигсберг — 6 января 1992 года, Неккаргемюнд, Германия) — немецкий инженер, известен как разработчик кварцевых часов (с Адольфом Шайбе) и первооткрыватель непостоянства вращения Земли.

## Биография
По окончании средней школы в Кенигсберге изучал математику, физику и химию в Кёнигсбергском университете (Альбертина). После окончания университета в 1927 году начал работать в Физико-техническом институте (нем. PTR) в Берлине.
В 1931 году перешёл в высокочастотную лабораторию PTR к Адольфу Шайбе. Стал начальником лаборатории измерения времени и частоты.
В 1932 году Удо Адельсбергер и Адольф Шайбе создали первый реально работающий образец кварцевых часов «Quarzuhr I» (QI).
В 1953 году возглавил PTR (преобразованный в РТВ).
До выхода на пенсию он был участником многих международных программ, в том числе член Комитета по определению секунды, участвовал в программе «Аполлон» НАСА с (среди прочего определил соответствующий временной интервал для повторного входа капсулы).